# Isil (Alto Aneu)
Isil es un pueblo que pertenece a la entidad municipal descentralizada de Isil y Alós, integrada en el término municipal de Alt Aneu, en la comarca de Pallars Sobirá, en Cataluña, España. 
Isil está situado en el curso alto del Noguera Pallaresa, a 1164 metros de altitud, a ambas orillas del río y en una pequeña isla que se forma en ese lugar, en la cual se encuentra la iglesia de la Inmaculada, unida al pueblo por un puente a cada lado de la plaza de la Iglesia. Se encuentra a 11 km de Esterri de Aneu.

## Historia
Isil fue un municipio independiente hasta 1970, en que fue modificada toda la composición administrativa de la comarca. En esa época, se creó el municipio de Alto Aneu, que englobaba Valencia de Areo, Son del Pino y Sorpe, compuestos cada uno de entidades más pequeñas, en total diez pueblos. En 1971 se crea una ‘entidad local menor’ uniendo Isil y Alós de Isil —que formaban parte de Sorpe—, y que fue suprimida en 1992. En 1999 se crea una nueva figura llamada ‘entidad municipal descentralizada’ con el nombre de Isil y Alós que incluye de nuevo Isil y Alós de Isil, sin dejar de pertenecer al municipio de Alto Aneu.
Isil aparece mencionado en el fogaje (censo para el cobro de impuestos) de 1553, en el que se declaran 20 fuegos laicos y 2 eclesiásticos, con unos 110 habitantes.
En el Diccionario Madoz de 1845, Isil es descrito como un pueblo del valle de Aneu, partido en dos por el río, rodeado de altas montañas que hacen que en invierno apenas toque el sol dos horas al día, batido por los vientos del norte y el sur, con 90 casas en aquel momento, ayuntamiento, prisión, escuela de párvulos a la que asistían 50 niños e iglesia parroquial de San Juan Bautista. Muy cerca del pueblo, la ermita de San Juan y numerosas fuentes, una ferruginosa y otra sulfúrica, Las montañas, despobladas, menos una cubierta de pinos y abetos. Se cultivaba centeno, patatas, heno y pastos. Se criaba toda clase de ganado, especialmente vacuno, se cazaban liebres perdices, rebecos y osos, y se pescaba trucha. Tenía entonces 36 cabezas de familias y 213 habitantes.

## Geografía humana

### Demografía
| Gráfica de evolución demográfica de Isil entre 1842 y 1960 |
| |
| Población de derecho según los censos de población del INE Población de hecho según los censos de población del INEEntre el censo de 1857 y el anterior, crece el término del municipio porque incorpora a 255010 (Alós de Isil), 255033 (Arrau) Entre el censo de 1970 y el anterior, este municipio desaparece porque se integra en el municipio 25024 (Alto Aneu) |

## Cultura

### Patrimonio
La iglesia de la Inmaculada de Isil es la iglesia parroquial del pueblo, construida sobre la isla que divide la villa, es una construcción barroca de 1771, confundida fácilmente con la iglesia de San Juan, patrón del pueblo. La fachada está decorada con elementos clásicos. El campanario es un octógono regular de lados iguales, coronado por un capitel piramidal. 
La iglesia de San Juan de Isil es la iglesia parroquial románica del pueblo, a medio kilómetro al sur de Isil, junto a las aguas del Noguera Pallaresa. Mencionada por primera vez en 1095, se cree que está construida sobre un monasterio benedictino, aunque algunas voces dicen que era templario. Es una construcción románica de tres naves y tres ábsides redondos cubierto con volta apuntada que la sitúan en el gótico primitivo. Fue declarada Monumento Histórico nacional en 1951.

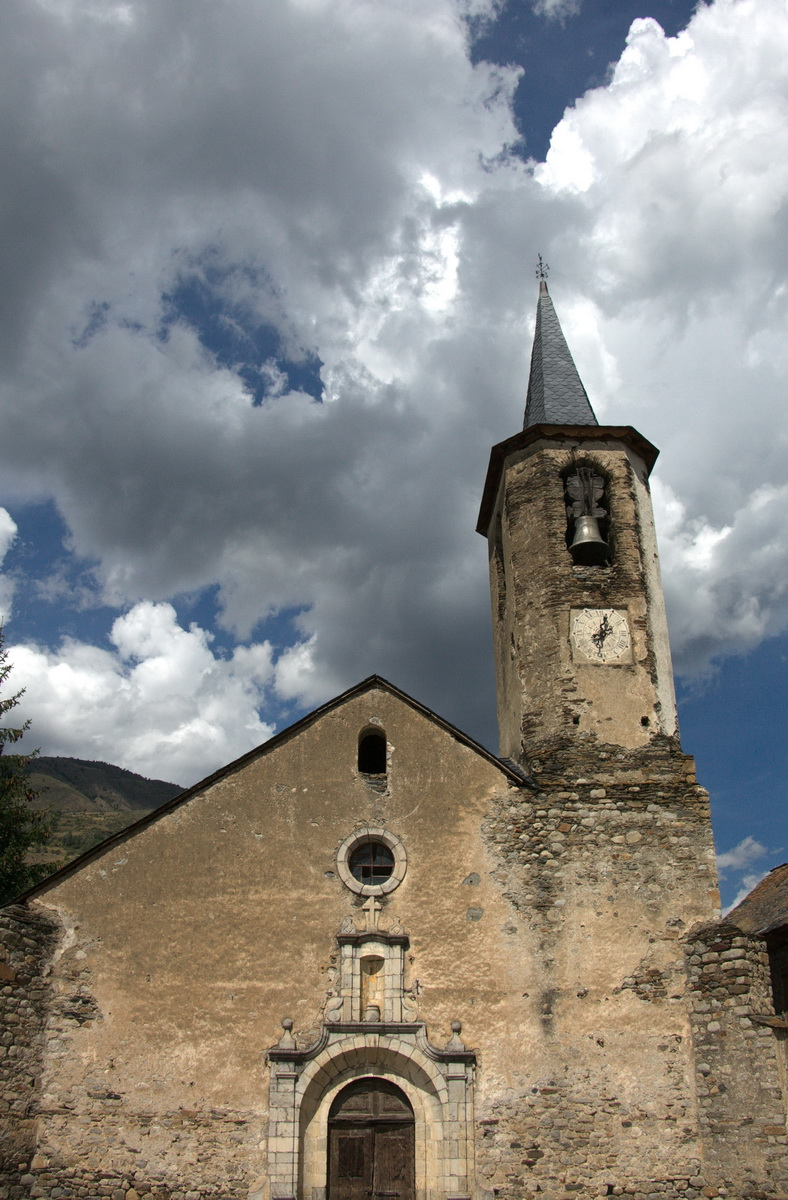
Iglesia de la Inmaculada de Isil

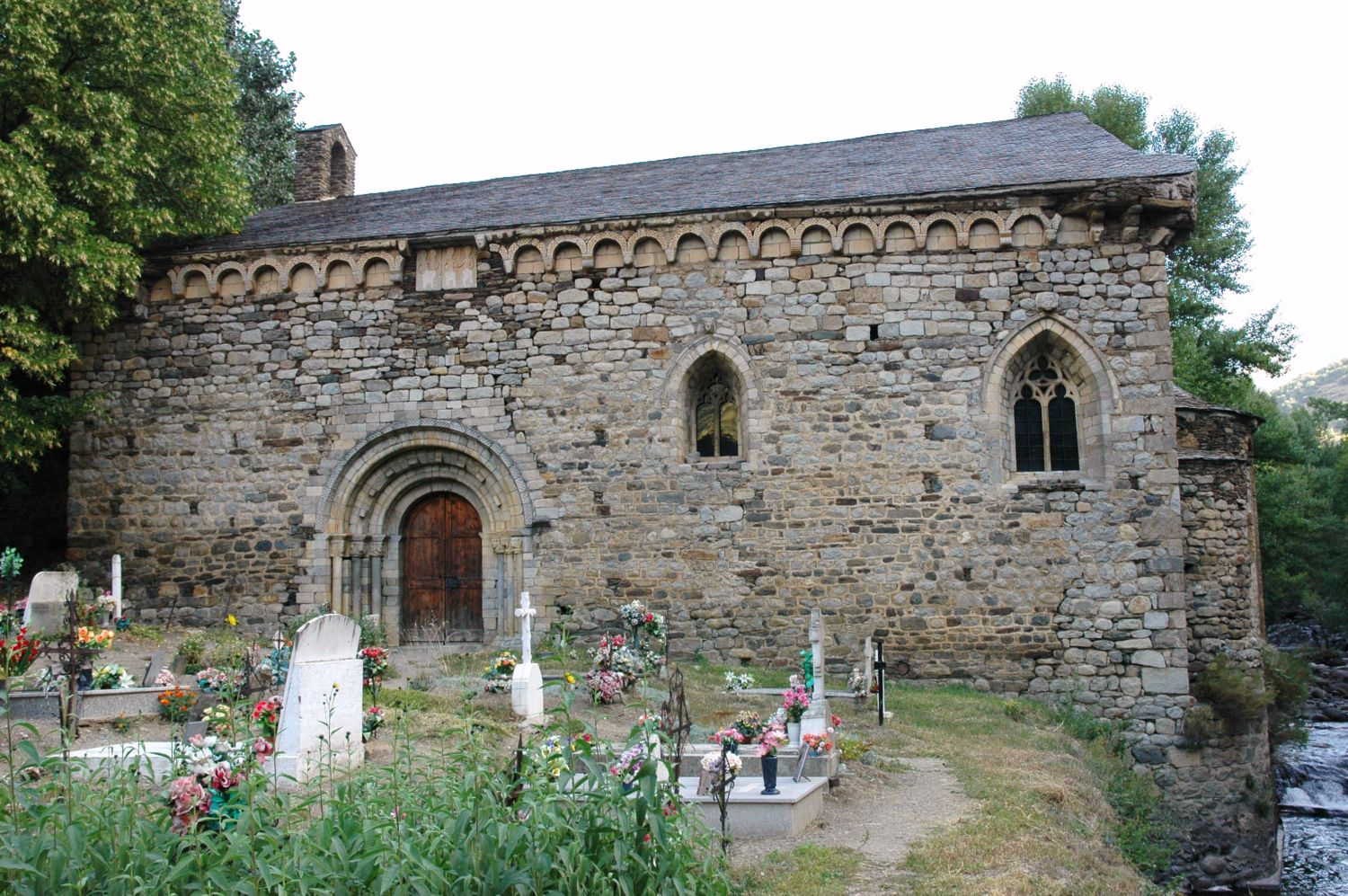
Iglesia de San Juan de Isil

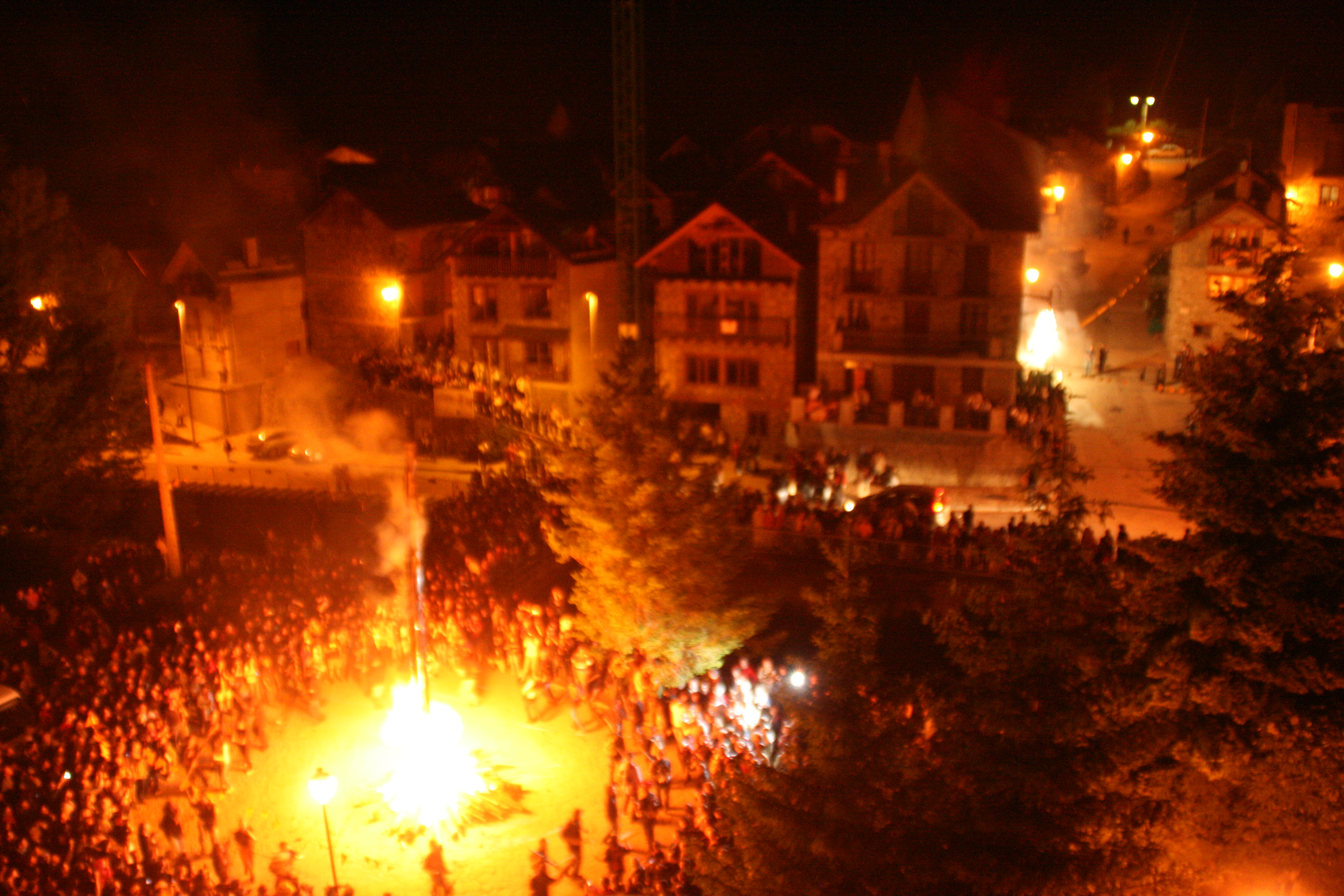
Fiesta de las fallas de Isil durante la noche de San Juan

### Patrimonio cultural inmaterial

#### Las Fallas de Isil
Dentro de la tradición de las fallas o teies (teas), muy común en el Pallars y la Ribagorza, se celebra una fiesta popular conocida como Fallas de Isil (Falles d’Isil, en catalán), en recuerdo de la fiesta pagana del solsticio de primavera, en que los habitantes del pueblo descienden de la montaña con troncos encendidos a hombros de los participantes, formando una rúa que parece una serpiente de fuego por la noche. Recuperada en 1978, esta fiesta fue declara de interés nacional por la Generalidad de Cataluña en 1991 y Fiesta patrimonial de interés nacional en 2010.